# عاموس

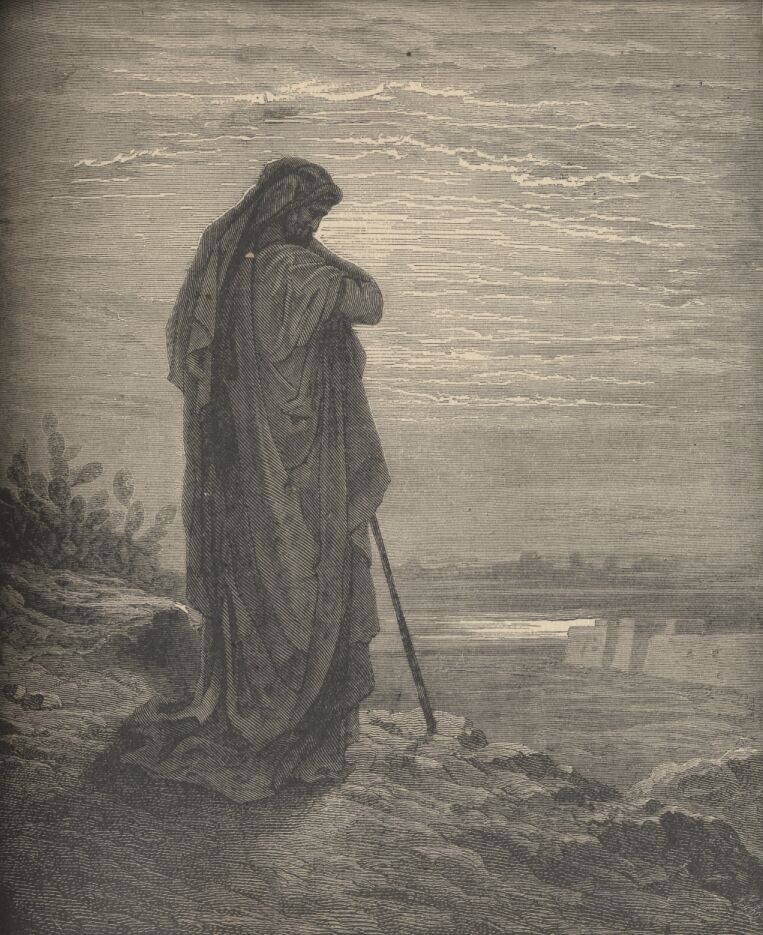
نقش حکاکی عاموس نبی

عاموس (به عبری:עָמוֹס به معنی "یار") یکی از دوازده پیامبر کوچک در عهد عتیق و نویسنده کتاب عاموس بود. عاموس در تقوع یهودا بین بیت‌لحم و اورشلیم زاده شد. او دو سال قبل از وقوع زمین‌لرزه، در دوران سلطنت یربعام دوم بر قبایل اسرائیل و سلطنت عزیا بر یهودیه به پیامبری رسید. آغاز پیامبری او را در سال ۷۶۳ قبل از میلاد دانسته‌اند؛ و بنا به روایات پیش از آن چوپانی می‌کرده، گله‌ها را می‌چرانیده و انجیر مصری می‌فروخته است. عاموس در بیت‌ئیل عبادت‌گاه مذهبی بنی‌اسرائیل خدمت می‌کرد. او بعدها به دسیسه در مقابل یربعام متهم شد و امصیا، کاهن اعظم یهود او را تهدید کرد. عاموس داوری امت‌های ارام، فلسطین، صور، ادوم، عمون، موآب، یهودا و اسرائیل را اعلام کرد. و بت پرستی، تجمل‌پرستی، گناه و رشوه‌خواری را محکوم نمود. عاموس پس از انجام مأموریتش به یهودیه بازگشت و در همانجا درگذشت.